# Aldourie
Aldourie é uma pequena aldeia, na costa este do Lago Ness, pertencente às Highland, na Escócia. O castelo de Aldourie está situado perto da aldeia de Aldourie.

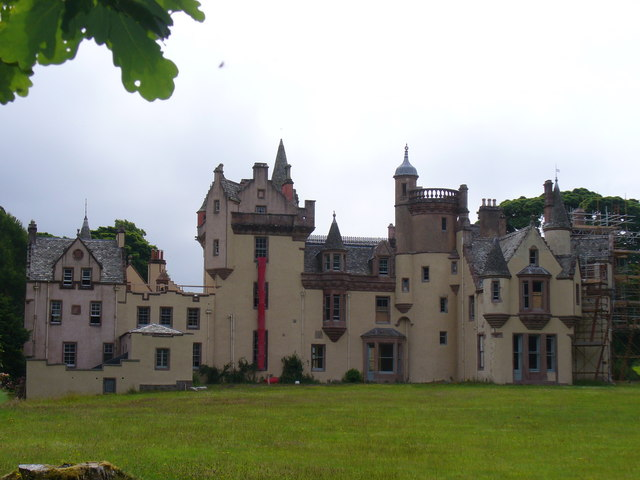
Castelo de Aldourie